# Електромагнетна сила
Електромагнетна сила је сила у физици којом електромагнетно поље делује на наелектрисану честицу која се у њему налази. То је сила која одржава електроне и протоне у атомима и атоме у молекулима. Једна је од четири основна вида интеракције, у које поред ње спадају и гравитациона, слаба и јака нуклеарна сила.
Електромагнетна сила је описана Максвеловим обједињењем електричне и магнетске силе. Пример је електростатичка сила између наелектрисаних честица која произлази од измене виртуалних фотона. Јачина те силе карактеризирана је бездимензионалном константом фине структуре, α = 1/137. Ова сила, а тиме и брзина електромагнетских процеса, се налази између јаких и слабих међуделовања. На фундаменталнијој скали енергија, доступној модерним акцелераторима честица, електромагнетска сила обједињена је са слабом силом у електрослабу силу. Притом је квантна електродинамика, као успешна теорија електромагнетскога међуделовања, била узор формулацији електрослабе теорије. Електромагнетна сила је сила којом електромагнетско поље делује на електрично наелектрисане честице.

## Историја
Идеја о немогућности одвојеног постојања електричног без магнетног поља потиче од Џејмса Клерка Максвела, који је 1873. године предложио концепт по којем око сваког наелектрисања постоји и електрично и магнетно поље (осим за појединачне референтне системе) па се стога говори о електромагнетној сили.
Електрицитет и магнетизам су сматрани двијема различитим силама. То се размишљање променило након што је Џејмс Клерк Максвел 1873. објавио Treatise on Electricity and Magnetism у којем је показао да је међуделовање позитивног и негативног набоја једна сила. Из тих међуделовања произлазе четири главна учинка која су била јасно показана експериментима:
1. Електрични набоји се међусобно привлаче или одбијају силом обрнуто пропорционалном квадрату удаљености међу њима: набоји супротног предзнака се привлаче а набоји истог предзнака се одбијају.
2. Магнетски полови се привлаче или одбијају на сличан начин и увек се налазе у пару: сваки северни пол је везан јужним полом.
3. Електрична струја у жици ствара кружно магнетско поље око жице. Смер поља зависи од смера електричне струје.
4. Електрична струја се индукује у петљи жице кад се жица помиче према или од магнетског поља, или се магнет помиче према или од жице. Смер струје зависи од смера помицања.

## Преглед
Електромагнетна сила је једна од четири основне силе. Остале фундаменталне силе су: јака нуклеарна сила (која држи заједно кваркове, заједно са остатком јаке силе, резидуалном јаком нуклеарном силом која на окупу држи нуклеоне) и тако формира атомско језгро, слаба нуклеарна сила (која узрокује неке облике радиоактивног распада) и сила гравитације. Све остале силе потичу од ове четири фундаменталне силе.
| Особина/Интеракција              | Гравитација                        | Слаба             | Електромагнетна          | Јака                       | Јака                        |
| Особина/Интеракција              | Гравитација                        | (Електрослаба)    | (Електрослаба)           | Фундаментална              | Резидуална                  |
| -------------------------------- | ---------------------------------- | ----------------- | ------------------------ | -------------------------- | --------------------------- |
| Делује на:                       | Маса - енергија                    | Арома             | Електрично наелектрисање | Колор набој                | Атомско језгро              |
| Честице на које делује:          | Масивне честице                    | Кваркови, лептони | Наелектрисане честице    | Кваркови, Глуони           | Хадрони                     |
| Честице које посредују:          | Нису уочене (Хипотетични гравитон) | W+, W− и Z0       | γ (фотон)                | Глуони                     | π, ρ и ω мезони             |
| Снага на скали кваркова:         | 10−41(предвиђено)                  | 10−4              | 1                        | 60                         | Није применљиво на кваркове |
| Снага на скали протона/неутрона: | 10−36(предвиђено)                  | 10−7              | 1                        | Није применљиво на хадроне | 20                          |

Електромагнетна сила је одговорна за практично све догађаје који се збивају у свакодневном животу уз један изузетак, гравитацију. Грубо говорећи, све силе укључене у међуделовања између атома можемо пратити до електромагнетне силе која делује на протоне и електроне унутар атома. То укључује силе које се јављају при „гурању“ или „вучењу“ уобичајене материјалне ствари, које долазе од унутармолекуларних сила између појединачних молекула у нашим телима и оних у објектима. Ту такође спадају хемијски феномени, који настају у међуделовањима између електронских орбитала.

## Константа фине структуре
Константа фине структуре (ознака α) је природна константа, бездимензионална величина у физици елементарних честица која описује јачину међуделовања између електричких наелектрисаних честица и фотона. Она је константа везања у електромагнетским деловањима, а одређује фину структуру (цепање спин–стаза) у атомским спектрима. Њена је дефиниција:
{\displaystyle \alpha ={\frac {e^{2}}{\hbar \cdot c\cdot \ 4\cdot \pi \cdot \varepsilon _{0}}}=7,297\,352\,5376(50)\times 10^{-3}={\frac {1}{137,035\,999\,679(94)}}}
где је:
- - елементарни набој;
- = h/2π - редукована Планкова константа;
- - брзина светлости у вакууму;
- ε0 - диелектрична пермитивност вакуума.

Константу фине структуре у физику је увео А. Сомерфилд, проширујући Боров модел атома укључивањем релативистичких појава и елиптичних стаза кретања електрона, те квантизирајући енергију, линеарну и угаону количину кретања. Константа фине структуре је важна у теоријским прорачунима и разумевању електромагнетских међуделовања и зрачења, те улази у матричне елементе различитих електромагнетских процеса, одређујући њихове ударне пресеке и распаде.

## Квантна механика

### Рана квантна теорија
У другом раду објављеном 1905. године, Алберт Ајнштајн је поткопао саме темеље класичног електромагнетизма. У његовој теорији фотоелектричног ефекта, за који је награђен Нобеловом наградом за физику, он је постулирао да светлост може да постоји у дискретним, честицама сличним квантитетима, који су касније названи фотонима. Ајнштајнова теорија фотоелектричног ефекта је пружила бољи увид у закључке који су произашли из решења ултраљубичасте катастрофе, које је представио Макс Планк 1900. године, и који је сковао термни „квант“. У свом раду, Планк је показао да топли објекти емитују електромагнетну радијацију у дискретним пакетима (квантима), што има за последицу коначност тоталне енергије емитоване као радијација црног тела. Оба ова резултата су била у директној контрадикцији са класичним гледиштем светлости као континуираног таласа. Планкова и Ајнштајнова теорија су биле претече квантне механике, која је формулисана 1925. године, и у оквиру које је дошло до изума квантне теорије електромагнетизма.

### Квантна електродинамика
Максвелове једначине су замењене квантном електродинамиком. Ричард Фајнман је то називао „драгуљем физике“‍:Ch1 због изузетно тачних предвиђања квантитета као што је Лемово померање, и мерења магнетног момента електрона. Електромагнетно поље се квантизује тако што се подразумева да је свака тачка у простору и времену квантни хармонијски осцилатор. Празно поље (стање вакуума) рандомно флуктуира као последица принципа неодређености. Ова теорија је комплетирана током 1940-тих и 1950-тих. Она је најтачнија теорија позната у физици у ситуацијама где се може применити теорија пертурбација. Попут класичног електромагнетизма, квантна електродинамика је линеарна  мерна група.

### Електрослабе интеракције
Електрослаба интеракција је опис јединствене теорије поља две од четири познате фундаменталне интеракције природе: електромагнетизма и слабе интеракције. Она је у SU(2) × U(1) мерној група. Мада ове две силе изгледају веома различито при свакодневним ниским енергијама, теорија их моделује као два различита аспекта исте силе. При енергијама већим од 100 GeV, званим енергија уједињења, ове две силе се спајају у заједничку електрослабу силу. Кад је свемир био довољно топао (приближно 1015 K, што је температуре која је била премашена краткотрајно након великог праска) електромагнетна сила и слаба сила су биле спојене у електрослабу силу. Са хлађењем свемира, на крају електрослабе епохе, електрослаба сила се раздвојила у електромагнетну силу слабу силу. Током следеће кваркне епохе, још увек је било сувише топло за кваркове да се комбинују у хадроне и они су се слободно кретали.

## Хаотични и појавни феномени
Математички модели који се користе у класичном електромагнетизму, квантној електродинамици и стандардном моделу сви третирају електромагнетну силу као линеарни сет једначина. У тим теоријама електромагнетизам је U(1) мерна теорија, чија тополошка својства не дозвољавају било какве комплексне нелинеарне интеракције поља са самим собом. На пример, у квантно електродинамичком вакууму поље рандомно флуктуира као последица принципа неизвесности, али ове флуктуације се међусобно поништавају без икаквог опажљивог ефекта. Међутим, постоји мноштво опажања нелинеарних физичких електромагнетних феномена, као што су Ахаронов-Бомов (АБ) и Алтшулер–Аронов–Спиваков (ААС) ефекти, Беријев, Ахаронов–Ананданов, Панчаратнамов и Ђијао–Вуов фазно ротациони ефекти, Џосефсонов ефекат,
 Квантни ефекат Хола, ефекат де Хас–ван Алфена, Сагнаков ефекат и многи други физички уочљиви феномени који дају индикације да поље електромагнетног потенцијала има реално физичко значење, и да није само математички артефакт и да стога једна свеобухватна теорија не би ограничила електромагнетизам као локалну силу као што се то тренутно ради, него као SU(2) мерну теорију или са вишим редом геометрије. Виши редови симетрије омогућавају нелинеарна, непериодична понашања што се манифестује низом комплексних неравнотежних феномена који се не јављају у линеаризованој U(1) теорији, као што су вишеструка стабилна стања, ломљење симетрије и хаос.